# Barbus plebejus
Barbus plebejus је зракоперка из реда Cypriniformes. 

## Угроженост
Ова врста је наведена као последња брига, јер има широко распрострањење и честа је врста.

## Распрострањење
Ареал врсте покрива средњи број држава. 
Врста има станиште у Италији, Швајцарској, Словенији, Хрватској, Турској и Ирану.

## Станиште
Станишта врсте су језера и језерски екосистеми, речни екосистеми и слатководна подручја. 